# 矢崎彩音
矢崎 彩音（やさき あやね、1992年12月28日 - ）は、日本のグラビアアイドル、女優、ラジオパーソナリティーである。兵庫県出身。SDPI株式会社業務提携。

## 略歴
- 2015年5月より関西から東京に上京。『ミスFLASH2013』のサバイバルオーディションでベスト30まで残れたことをきっかけに芸能界へ。
- 2015年11月1日よりツインユニット「Colorer～クロレ～」結成
- 2016年10月4日グラドル文化祭に所属し、ポニーキャニオングループよりCDデビュー
- 2017年2月より2018年12月までラジオshare Roomのパーソナリティ。
- 2017年3月31日、1stDVD『ワガママGボディ』発売
- 2019年2月よりアイドルユニット「GracoRex」に所属。2019年6月には「NEOMARY」と合体し、「GracoRex NEO」（メンバーは結城ちか、矢崎彩音、桜井MIU、相川真夏）となる[1]。
- ニックネームは「あや姉」[2]。
- 2019年2月23日、『有吉反省会』に初めての地上波出演[3][4]。有吉から完全に芸人の顔と指摘された[5]。